# كونيوشي ساكاي
كونيوشي ساكاي (باليابانية: 酒井邦嘉؛ بالكانا: さかい くによし) هو عالم أعصاب وأحيائي ياباني، ولد في 17 سبتمبر 1964 في طوكيو في اليابان.